# Église Santa Maria delle Carceri de Prato
Santa Maria delle Carceri est une église basilique conçue par Giuliano da Sangallo et construite à Prato en Toscane. Elle figure parmi les plus anciens exemples d’utilisation du plan en croix grecque pour une église d'architecture Renaissance .

## Histoire
Selon la tradition, le 6 juillet 1484, une image peinte de Vierge à l'Enfant, située sur un mur de la prison ( carceri ) de Prato s'est animée devant un enfant. Il a donc été décidé de construire une basilique sur ce site pour célébrer l'événement. Laurent de Médicis, seigneur de la république de Florence choisit le dessin de son architecte préféré, Giuliano da Sangallo. La proposition de ce dernier comprend un plan en croix grecque inspiré de la chapelle des Pazzi de Filippo Brunelleschi et des travaux théoriques de Leon Battista Alberti. Sangallo utilise la même conception pour son premier projet de la Basilique Saint-Pierre, remplacé par la suite par celui de Michel-Ange. Le même modèle a inspiré son frère Antonio da Sangallo le Vieux pour l'église San Biagio à Montepulciano.
L'intérieur de l'église est achevé de 1486 à 1495, tandis que les extérieurs restent inachevés en 1506. La partie supérieure du bras occidental est terminée à la fin du XIXe siècle selon les plans de Sangallo.

## Extérieur
L'église possède quatre bras identiques surmontés d'un petit dôme. Le revêtement extérieur est bichrome, en marbre blanc et vert , typique d'autres bâtiments de Prato. Une décoration devait à l'origine être reproduite dans la zone supérieure, se terminant par un tympan (visible uniquement dans un bras). La petite coupole, inspirée de Brunelleschi, comporte un tambour avec douze fenêtres circulaires et une couverture conique surmontée d'une lanterne. Le clocher a été réalisé en 1777-1780 par Francesco Valentini.

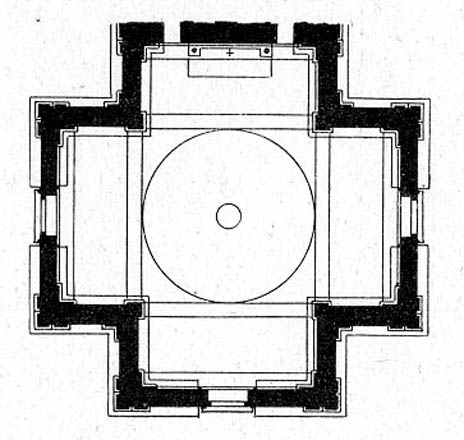
Plan
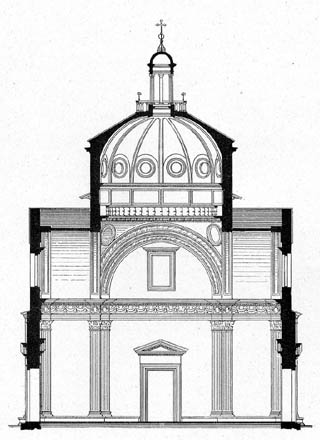
Section

## Intérieur

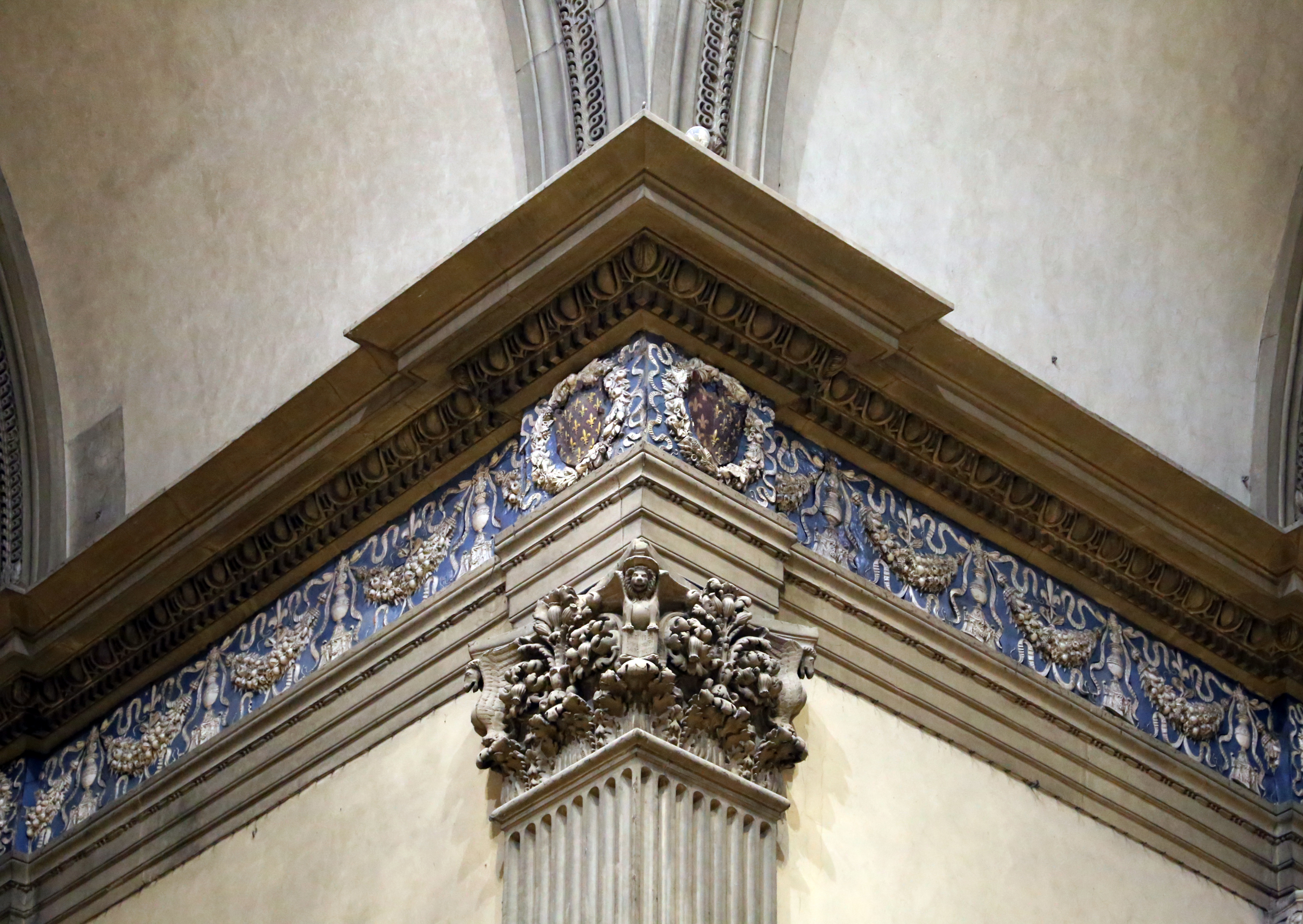
Eglise Santa Maria della Carceri de Prato.

L'intérieur est en style Renaissance, avec les quatre bras partant de l'espace central cubique, surmonté du dôme hémisphérique. Tous les coins sont marqués par de fausses colonnes avec des chapiteaux ornés, dont les entablements soutiennent la voûte.
Les bras sont décorés de quatre vitraux conçus par Domenico Ghirlandaio (1491). L'entablement présente une frise avec des festons et des blasons en majolique provenant de l' atelier d'Andrea della Robbia qui est également l'auteur dans le dôme des tondos représentant les évangélistes (1491). Le dôme a un parapet en « trompe-œil » créant un effet prospectif grandissant.
Le maître-autel, conçu par Sangallo d'après celui du Panthéon romain, est en marbre blanc. Le retable est la fresque du miracle représentant la Vierge à l’Enfant entre les saints Leonard et Stéphane (1330-1340).
Les bras du presbytère se terminent par un parapet de Bernardo Buontalenti (1588), flanqué de deux autels en pierre (1575).
Dans la sacristie se trouve une fresque de Vierge de l'humilité, 1420, et des restes de l'ancienne prison.

## Images

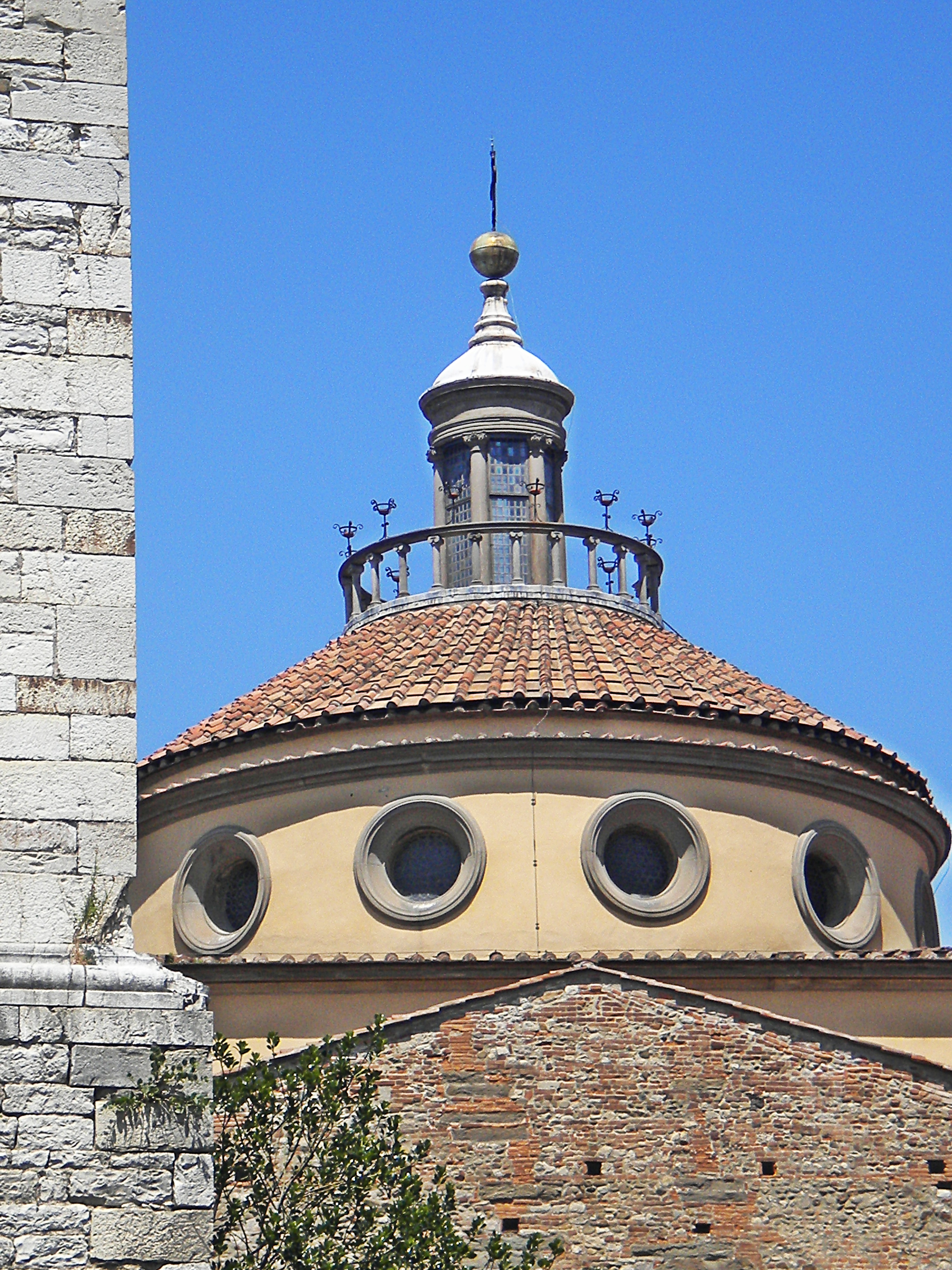
Dome
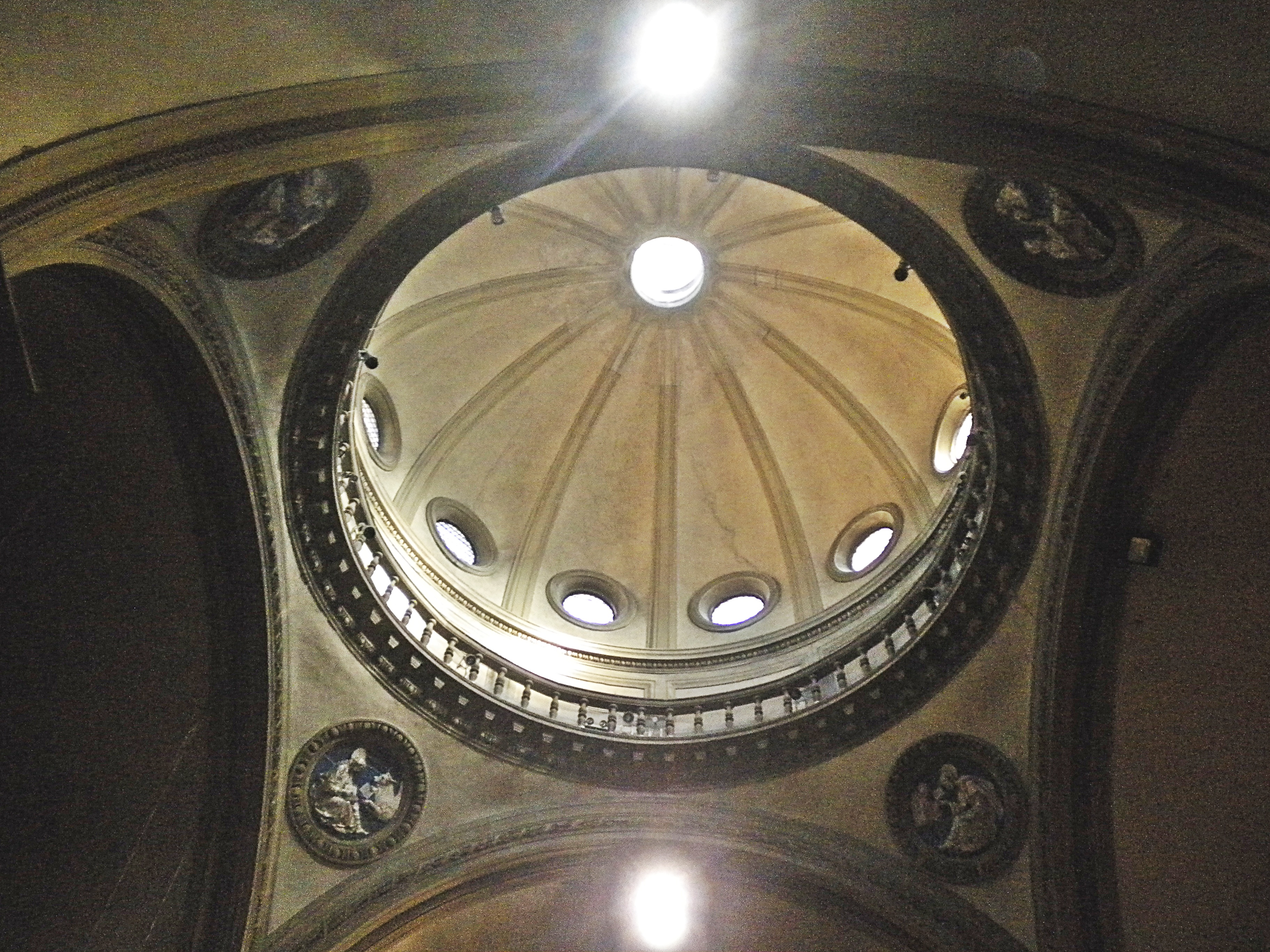
Interieur du dôme
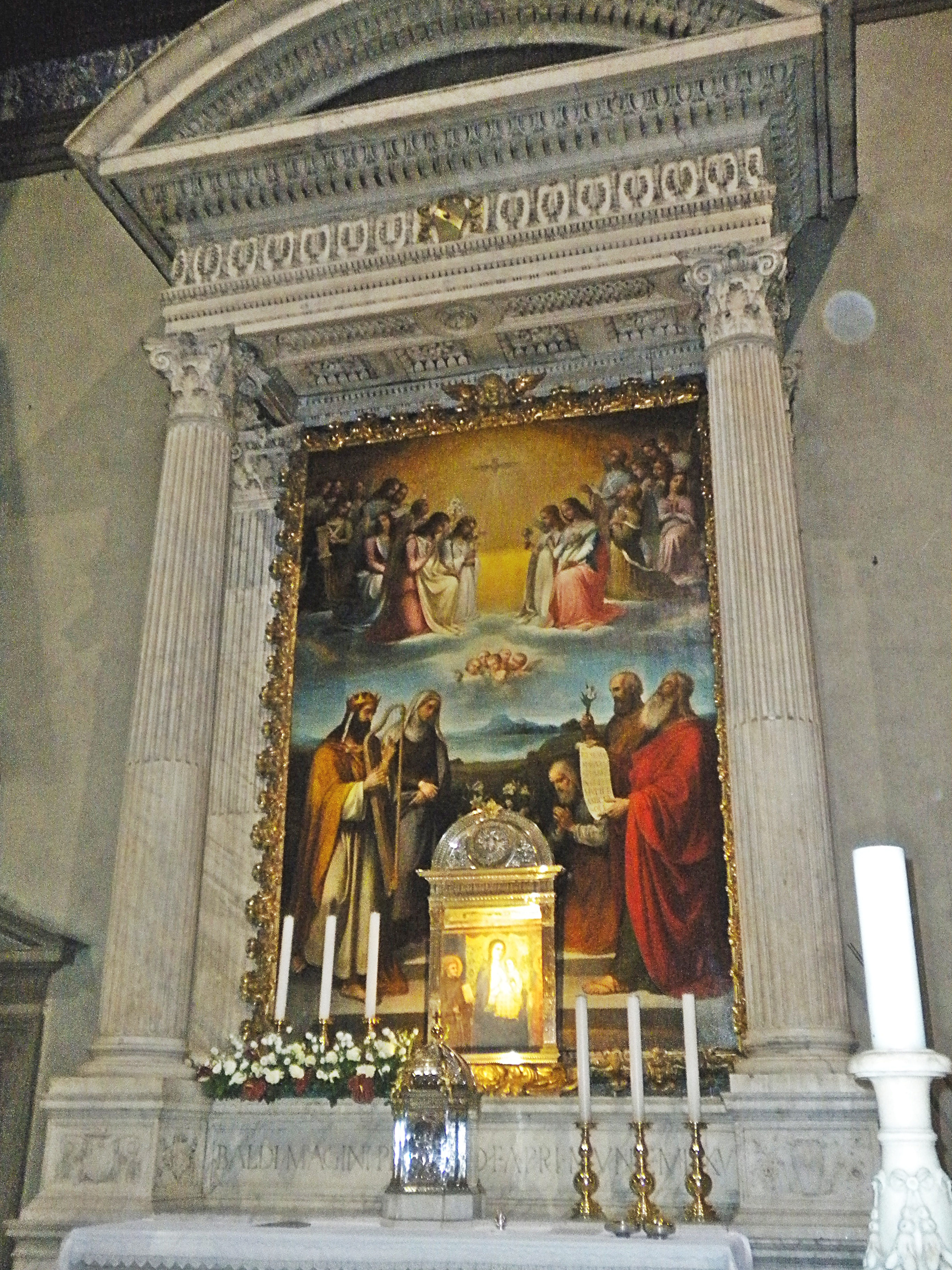
Autel
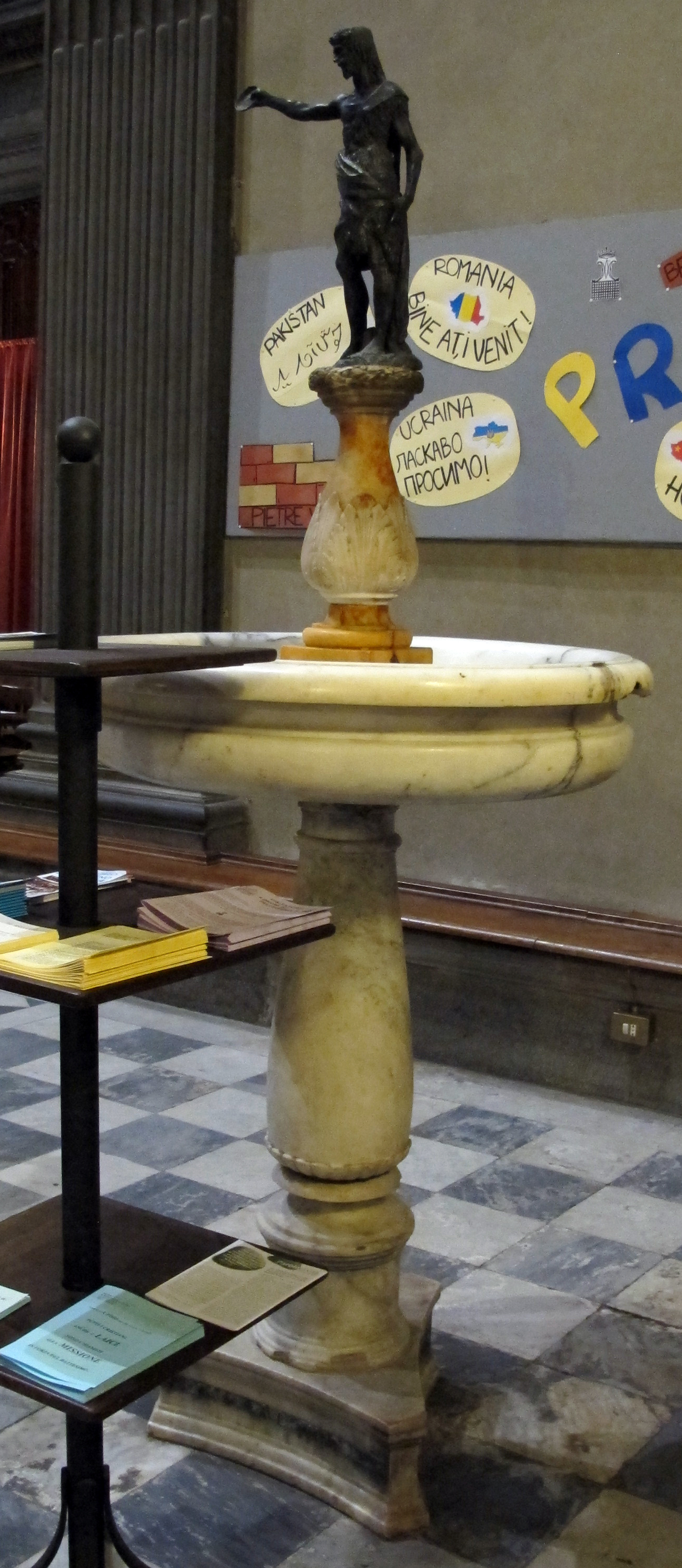
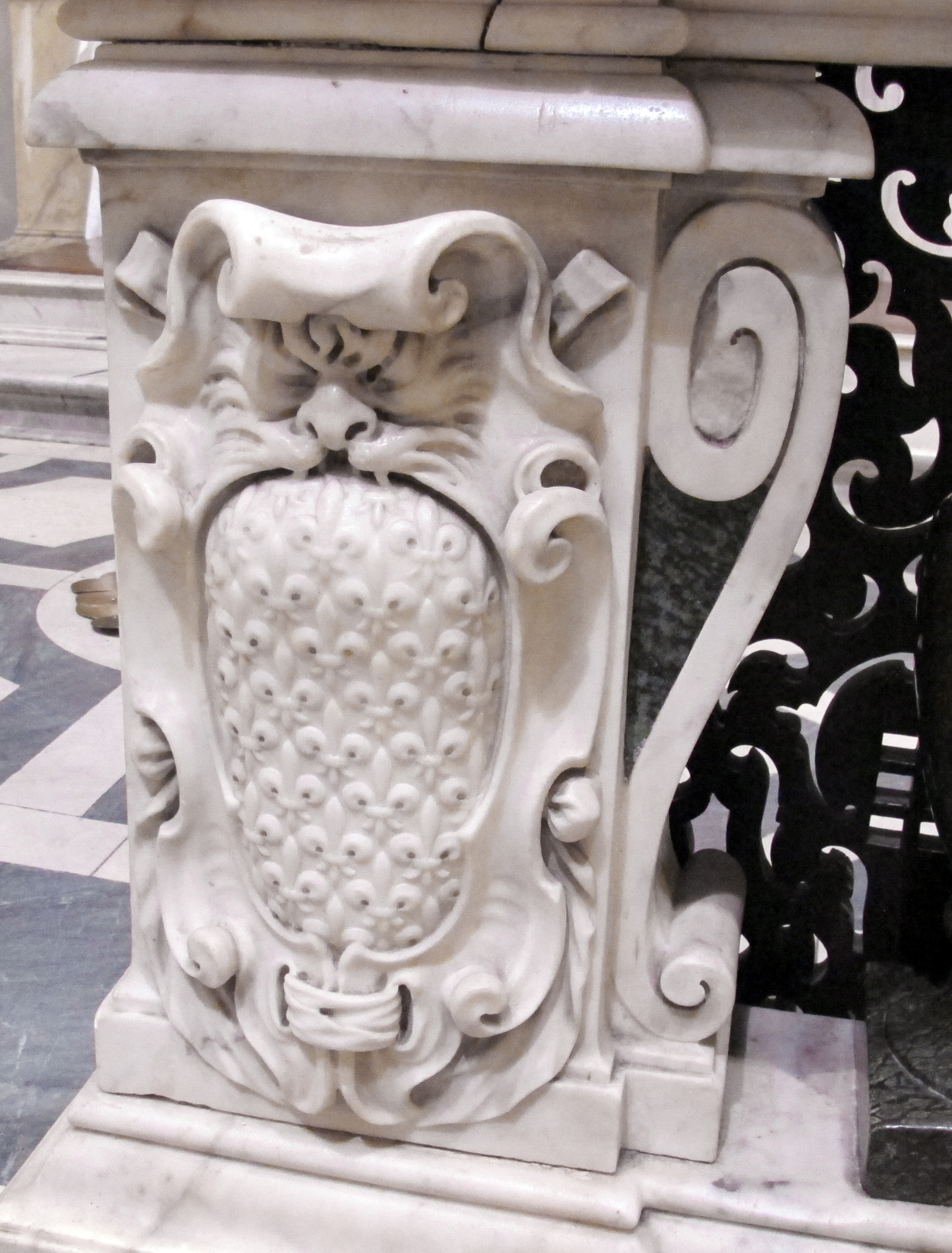
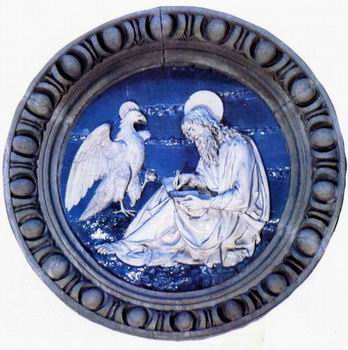
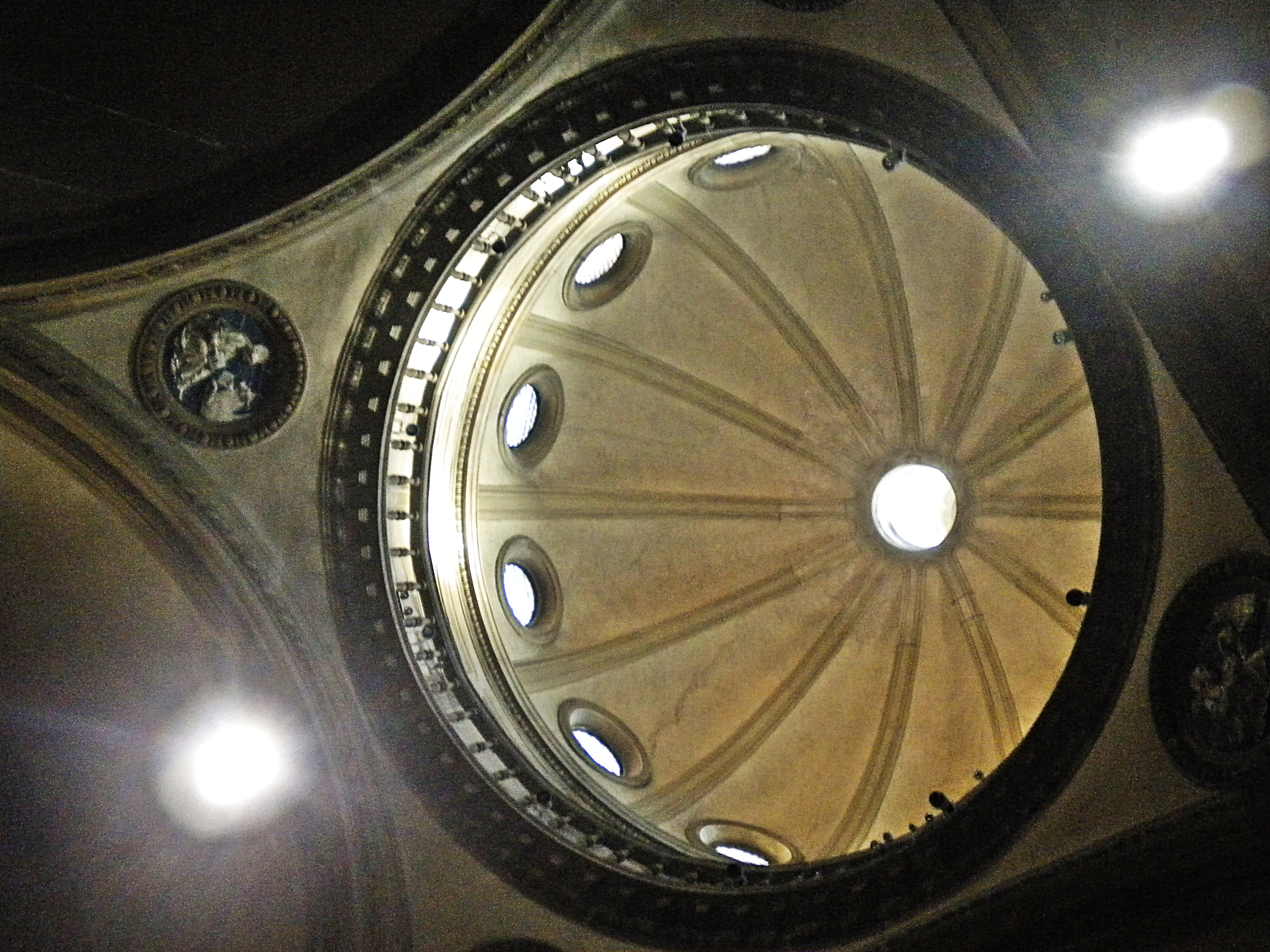
Dome

## Remarques
Une petite église appelée Santa Maria delle Carceri se trouve dans un monastère franciscain du mont Subasio en Ombrie, construite autour de l'
Eremo delle Carceri.

## Particularité astronomique
Dans la basilique de Santa Maria delle Carceri se déroulent deux événements astronomiques particuliers.
Le jour du solstice d'été, les rayons du soleil pénètrent à l'intérieur de l'église, à travers la lanterne de la coupole et illuminent la fresque de la Vierge pendant quelques instants.
Le 15 juillet à 15h18, ce qui correspond à 14h03 de l'heure solaire de Prato un rayon solaire pénètre à travers la lanterne de la coupole et illumine un disque placé au-dessus du maître-autel de la basilique en souvenir de l'apparition miraculeuse de la Vierge du 6 juillet 1484 du calendrier julien.